# Burg Forst
Die Burg Forst ist eine abgegangene Wasserburg auf der „Wüstung Forst“ an einem Waldrand im Osten der Gemarkung von Stadtallendorf in Richtung Gleimenhain und zwischen Niederklein und Neustadt im Landkreis Marburg-Biedenkopf in Hessen.

## Geschichte
1283 wird als wahrscheinlicher Erbauer der Burg Ludwig de Forest urkundlich erwähnt, und im 14. Jahrhundert waren die Herren von Gleimenhain Besitzer. 1478 war die Burg schon wüst und ging an Hans von Dörnberg. Die Burg verfiel weiter, und 1563 wurde mit Kurmainz vereinbart, dass sie nicht mehr aufgebaut würde.
Die Burg wird als ein annähernd quadratische Befestigungsanlage mit einer Außenlänge von etwa 16 Metern angenommen. Ein rechteckiges Gebäude mit 4 Metern Seitenlänge soll sich darin nachweisen lassen. Von der ehemaligen Burganlage ist der Wassergraben noch erhalten; von der Ringmauer und dem Wohnturm sind noch überwachsene Mauerzüge zu erkennen.